# 디지털 이큅먼트 코퍼레이션

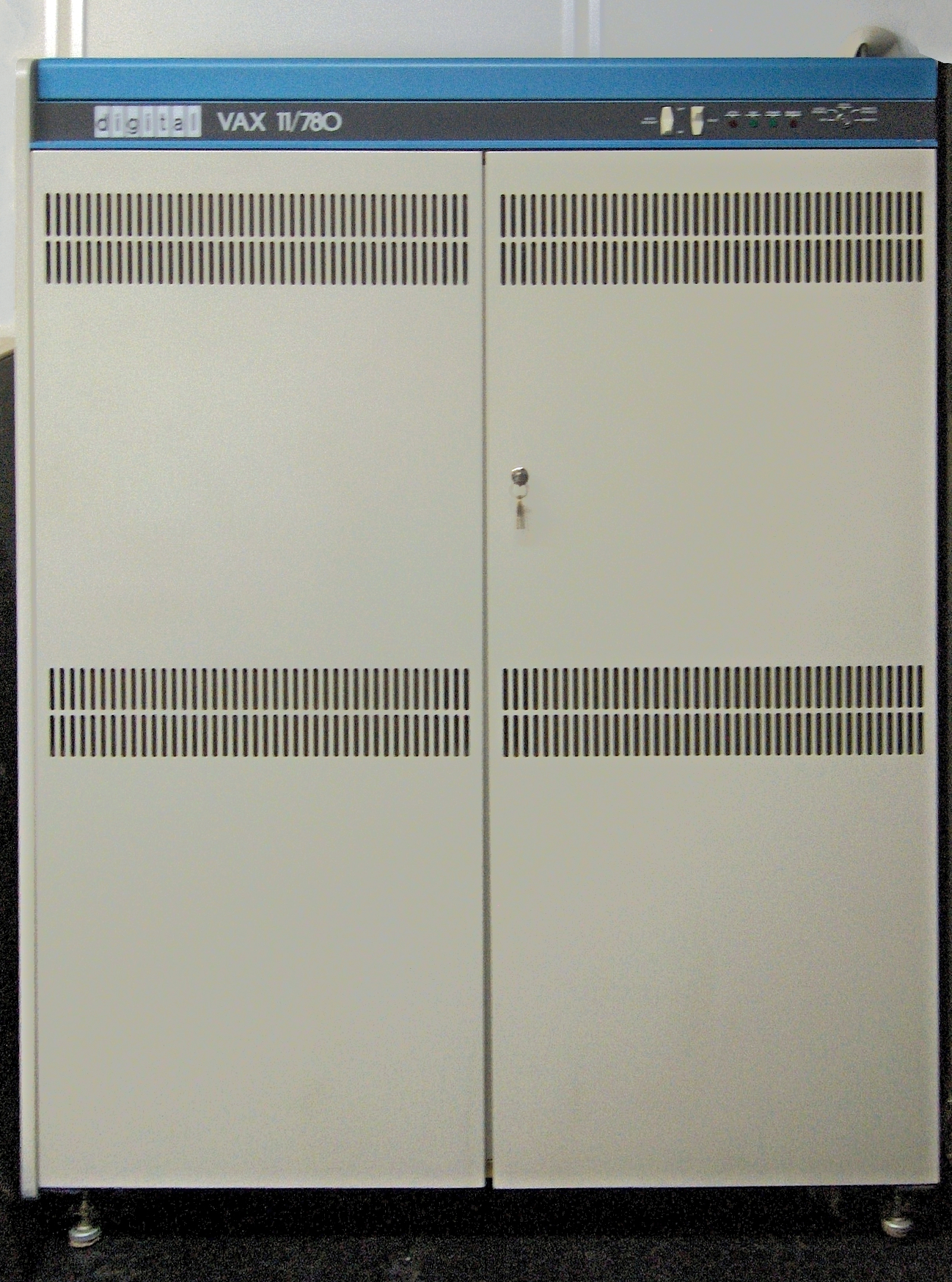
VAX-11/780

디지털 이큅먼트 코퍼레이션(Digital Equipment Corporation, 줄여서 DEC)은 컴퓨터 산업을 주도하는 미국 회사였다. DEC라고 줄인 것은 공식적으로 회사 자체에서 사용한 것이지만 상표명은 언제나 디지털(DIGITAL)이었다. PDP, VAX 제품들이 1970년대와 1980년대 사이에 과학/공학 분야에서 가장 잘 알려진 미니컴퓨터로 이름을 남기었다. DEC는 1998년 6월에 컴팩(컴팩은 뒤에 휴렛 패커드에 2002년 5월에 병합됨)에 인수되었다. 2007년에 이 제품 계열은 HP라는 이름으로 판매되고 있다. 1957년부터 1992년까지 본사는 메사추세츠 메이나드에 위치하였다.

## 연구
DEC의 리서치 연구소는 DEC의 연구를 수행하였다. 이 가운데 일부는 컴팩이 운영하고 있으며 지금도 휴렛 패커드가 운영하고 있다. 연구소는 다음과 같다:
- 웨스턴 리서치 연구소 (Western Research Laboratory, WRL) - 미국 캘리포니아주 팰러앨토
- 시스템즈 리서치 센터 (Systems Research Center, SRC) - 미국 캘리포니아주 팰러앨토
- 네트워크 시스템즈 연구소 (Network Systems Laboratory, NSL) - 미국 캘리포니아주 팰러앨토
- 케임브리지 리서치 연구소 (Cambridge Research Laboratory, CRL) - 미국 매사추세츠주 케임브리지
- 파리 리서치 연구소 (Paris Research Laboratory, PRL) - 프랑스 파리
- 메트로웨스트 기술 캠퍼스 (MetroWest Technology Campus, MTC) - 미국 메사추세츠주 메이나드